# 玉蒙線
玉蒙線（ぎょくもうせん、中文表記: 玉蒙铁路、英文表記: Yuxi–Mengzi Railway）は中華人民共和国雲南省玉渓市の玉渓南駅と雲南省紅河ハニ族イ族自治州蒙自市の蒙自北駅を結ぶ全長114km、設計時速120kmの鉄道路線である。昆玉河線を構成する路線の一部である。

## 概要
2005年12月15日着工、2013年2月13日に全線開通。トンネルは35本、橋梁は61本を数え、全線の55％がトンネルと橋梁で占められる。

## 連絡鉄道
- 玉渓南駅：昆玉線
- 蒙自北駅：蒙河線